# Cyrille Bayala
Cyrille Bayala (Uagadugú, Burkina Faso; 24 de mayo de 1996) es un futbolista de Burkina Faso que juega en la posición de extremo con el FC Sheriff Tiraspol de la Superliga de Moldavia.

## Carrera

### Club
| Periodo   | Club                  |
| --------- | --------------------- |
| 2012-2014 | ASFA Yennenga         |
| 2014–2016 | El Dakhleya SC        |
| 2016–2017 | FC Sheriff Tiraspol   |
| 2017–2021 | RC Lens               |
| 2019      | → FC Sochaux (cedido) |
| 2019–2020 | → AC Ajaccio (cedido) |
| 2021–2024 | AC Ajaccio            |
| 2024-     | FC Sheriff Tiraspol   |

### Selección nacional
Debutó con Burkina Faso el 6 de julio de 2013 ante Níger por la clasificación para el Campeonato Africano de Naciones de 2014. En enero de 2014 el entrenador Brama Traore lo convoca para jugar en el Campeonato Africano de Naciones de 2014, donde no superó la fase de grupos aunque en ese torneo haya anotado su primer gol internacional en la derrota por 1-2 ante Uganda.
Cyrille Bayala fue convocado para jugar en la Copa Africana de Naciones 2021 en Camerún donde Burkina Faso finalizó en tercer lugar.

## Palmarés
- División Nacional de Moldavia: 2016-17
- Copa de Moldavia: 2016-17